# TFF 3. Lig 2010/11
Die Spor Toto Türkiye 3. Futbol Ligi 2010/11 war die zehnte Spielzeit der vierthöchsten türkischen Spielklasse im professionellen Männer-Fußball. Sie wurde am 5. September 2010 mit dem 1. Spieltag begonnen und am 27. Mai 2011 mit den Playofffinalebegegnungen abgeschlossen.

## Austragungsmodus
In der Saison 2010/11 wurde die TFF 3. Lig im Gegensatz zur Vorsaison nicht in einer fünfgleisig und dreietappigen Liga durchgeführt, sondern wurde in eine dreigleisige und zweietappige Liga überführt. Ferner wurde die Gesamtmannschaftszahl von 53 auf 54 erhöht. Diese 54 Mannschaften spielten in drei Gruppen mit jeweils 18 Mannschaften um den Aufstieg in die TFF 2. Lig bzw. gegen den Abstieg in die regionale Amateurliga. Die Einteilung der Liga wurde nicht regionalspezifisch durchgeführt. Alle Erstplatzierten stiegen direkt in die TFF 2. Lig auf, während die drei letztplatzierten Teams aller Gruppen abstiegen. Die Einteilung der Mannschaften in die jeweiligen Gruppen wurde per Auslosung bestimmt. Die Tabellenersten aller drei Gruppen stiegen direkt in die höhere TFF 2. Lig auf. Die Mannschaften auf den Plätzen zwei bis fünf aller drei Gruppen nahmen an den Play-offs teil, wo die letzten drei Aufsteiger per K.-o.-System bestimmt wurden. Dabei spielten die Mannschaften, die sich aus einer Gruppe für die Play-offs qualifiziert hatten, in einem separaten für diese Gruppe ausgelegten Playoffgleises. In jedem dieser drei Playoffgleise spielte der Gruppenzweite gegen den Gruppenfünften und der Gruppendritte gegen den Gruppenvierten. Die Begegnungen aller drei Playoffgleise wurden in für alle teilnehmenden Mannschaften neutralen Städten gespielt und fingen mit den Halbfinalbegegnungen an. Jede K.-o.-Runde wurde mit einer Begegnung gespielt. Die Mannschaften auf den Plätzen sechzehn bis achtzehn stiegen in die Regionale Amateurliga ab.

## Teilnehmerzusammensetzung
Zu Saisonbeginn waren zu den von der vorherigen Saison verbleibenden 37 Mannschaften die zwölf Absteiger aus der TFF 2. Lig Yalovaspor, Beykozspor, Zeytinburnuspor, Tepecikspor, İstanbulspor, Denizli Belediyespor, Karsspor, Kırşehirspor, Erzurumspor, Diyarbakır Büyükşehir Belediyespor, Kahramanmaraşspor, Malatyaspor die fünf Neulinge Kırklarelispor, Sivas 4 Eylül Belediyespor, Yeni İskenderunspor, Sancaktepe Belediyespor, Kepez Belediyespor hinzugekommen. Die Neulinge waren aus den damals regionalen Amateurligen als Meister aufgenommen worden und durften an der TFF 3. Lig teilnehmen.

## Saisonverlauf

### Ligaphase
Tepecikspor, Kırklarelispor und Gaziosmanpaşaspor beendeten die Saison als Meister ihrer Gruppe und stiegen damit direkt in die TFF 2. Lig auf.
Als Absteiger standen zum Saisonende Kırşehirspor, 72 Batmanspor, Malatyaspor (Gruppe 1), Beykozspor, Ispartaspor, Erzurumspor (Gruppe 2), Yalovaspor, Torbalıspor und Zeytinburnuspor (Gruppe 3) fest.

### Playoffphase
Mit dem Erreichen der Tabellenplätze zwei bis fünf qualifizierten sich Bursa Nilüferspor, Lüleburgazspor, Nazilli Belediyespor, Ünyespor (Gruppe 1), Afyonkarahisarspor, Gümüşhanespor, Darıca Gençlerbirliği, Altınordu Izmir  (Gruppe 2) und Beylerbeyi SK, Sancaktepe Belediyespor, Diyarbakır Büyükşehir Belediyespor, Denizli Belediyespor (Gruppe 3) für die Teilnahme an den Playoffs.
Die Spiele des 1. Playoffgleises fanden im Ankara 19 Mayıs Stadion statt und endeten mit dem Playoffiseg Ünyespors, welches nach vier Jahren Abstinenz wieder in die TFF 2. Lig aufstieg. Im 2. Playoffgleis, welches im Eskişehir-Atatürk-Stadion stattfand, setzte sich Altınordu Izmir durch und nahm nach zwei Jahren wieder an der TFF 2. Lig teil. Ebenfalls im Ankara 19 Mayıs Stadion durchgeführt wurden die Spiele des 3. Playoffgleises. Hier ging Denizli Belediyespor als Sieger hervor und erreichte damit den direkten Wiederaufstieg in die dritthöchste türkische Spielklasse.

## 1. Gruppe (1. Grup)

### Abschlusstabelle
| Pl. | Verein                            | Sp. | S  | U  | N  | Tore    | Diff. | Punkte |
| --- | --------------------------------- | --- | -- | -- | -- | ------- | ----- | ------ |
| 1.  | Tepecikspor (A)                   | 34  | 18 | 7  | 9  | 056:380 | +18   | 61     |
| 2.  | Bursa Nilüferspor                 | 34  | 17 | 8  | 9  | 039:240 | +15   | 59     |
| 3.  | Lüleburgazspor                    | 34  | 17 | 6  | 11 | 033:270 | +6    | 57     |
| 4.  | Nazilli Belediyespor              | 34  | 15 | 12 | 7  | 053:260 | +27   | 57     |
| 5.  | Ünyespor                          | 34  | 16 | 8  | 10 | 040:300 | +10   | 56     |
| 6.  | İnegölspor                        | 34  | 15 | 11 | 8  | 043:280 | +15   | 56     |
| 7.  | Bayrampaşaspor                    | 34  | 14 | 12 | 8  | 052:300 | +22   | 54     |
| 8.  | Hatayspor                         | 34  | 15 | 8  | 11 | 046:270 | +19   | 53     |
| 9.  | Belediye Bingölspor               | 34  | 12 | 13 | 9  | 044:340 | +10   | 49     |
| 10. | Menemen Belediyespor              | 34  | 13 | 9  | 12 | 041:400 | +1    | 48     |
| 11. | Arsinspor                         | 34  | 12 | 10 | 12 | 035:370 | −2    | 46     |
| 12. | İstanbulspor (A)                  | 34  | 11 | 11 | 12 | 030:300 | ±0    | 44     |
| 13. | Tekirova Belediyespor             | 34  | 12 | 8  | 14 | 030:410 | −11   | 44     |
| 14. | Ankara Demirspor                  | 34  | 9  | 12 | 13 | 033:400 | −7    | 39     |
| 15. | Diyarbakır Kayapınar Belediyespor | 34  | 10 | 9  | 15 | 024:340 | −10   | 39     |
| 16. | Kırşehirspor (A)                  | 34  | 8  | 8  | 18 | 038:490 | −11   | 32     |
| 17. | 72 Batmanspor                     | 34  | 8  | 7  | 19 | 023:470 | −24   | 31     |
| 18. | Malatyaspor (A) 1                 | 34  | 1  | 7  | 26 | 011:890 | −78   | 07     |

Platzierungskriterien: 1. Punkte – 2. Direkter Vergleich (Punkte, Tordifferenz, geschossene Tore) – 3. Tordifferenz – 4. geschossene Tore

| (A) | Absteiger aus der TFF 2. Lig 2009/10 |

## 2. Gruppe (2. Grup)

### Abschlusstabelle
| Pl. | Verein                         | Sp. | S  | U  | N  | Tore    | Diff. | Punkte |
| --- | ------------------------------ | --- | -- | -- | -- | ------- | ----- | ------ |
| 1.  | Kırklarelispor (N)             | 34  | 22 | 7  | 5  | 062:270 | +35   | 73     |
| 2.  | Afyonkarahisarspor             | 34  | 21 | 6  | 7  | 057:230 | +34   | 69     |
| 3.  | Gümüşhanespor                  | 34  | 20 | 7  | 7  | 047:190 | +28   | 67     |
| 4.  | Darıca Gençlerbirliği          | 34  | 17 | 7  | 10 | 045:270 | +18   | 58     |
| 5.  | Altınordu Izmir                | 34  | 18 | 7  | 9  | 057:330 | +24   | 61     |
| 6.  | Sivas 4 Eylül Belediyespor (N) | 34  | 17 | 9  | 8  | 061:370 | +24   | 60     |
| 7.  | Orhangazispor                  | 34  | 16 | 12 | 6  | 048:240 | +24   | 60     |
| 8.  | Oyak Renault SK                | 34  | 16 | 10 | 8  | 052:260 | +26   | 58     |
| 9.  | Üsküdar Anadolu 1908 SK        | 34  | 16 | 8  | 10 | 051:350 | +16   | 56     |
| 10. | Yeni İskenderunspor (N)        | 34  | 12 | 12 | 10 | 039:310 | +8    | 48     |
| 11. | Batman Petrolspor              | 34  | 10 | 13 | 11 | 039:380 | +1    | 43     |
| 12. | Trabzon Yalıspor               | 34  | 12 | 5  | 17 | 038:410 | −3    | 41     |
| 13. | Kahramanmaraşspor (A)          | 34  | 10 | 10 | 14 | 038:430 | −5    | 40     |
| 14. | Keçiören Sportif               | 34  | 9  | 6  | 19 | 047:570 | −10   | 33     |
| 15. | Yimpaş Yozgatspor              | 34  | 8  | 8  | 18 | 030:490 | −19   | 32     |
| 16. | Beykozspor (A)                 | 34  | 8  | 4  | 22 | 039:830 | −44   | 28     |
| 17. | Ispartaspor                    | 34  | 5  | 4  | 25 | 026:810 | −55   | 19     |
| 18. | Erzurumspor (A) 1              | 34  | 0  | 0  | 34 | 000:102 | −102  | −3     |

Platzierungskriterien: 1. Punkte – 2. Direkter Vergleich (Punkte, Tordifferenz, geschossene Tore) – 3. Tordifferenz – 4. geschossene Tore

| (A) | Absteiger aus der TFF 2. Lig 2009/10   |
| (N) | Neuling aus der regionalen Amateurliga |

## 3. Gruppe (3. Grup)

### Abschlusstabelle
| Pl. | Verein                      | Sp. | S  | U  | N  | Tore    | Diff. | Punkte |
| --- | --------------------------- | --- | -- | -- | -- | ------- | ----- | ------ |
| 1.  | Gaziosmanpaşaspor           | 34  | 21 | 6  | 7  | 047:230 | +24   | 69     |
| 2.  | Beylerbeyi SK               | 34  | 17 | 12 | 5  | 048:270 | +21   | 63     |
| 3.  | Sancaktepe Belediyespor (N) | 34  | 16 | 8  | 10 | 036:340 | +2    | 56     |
| 4.  | Diyarbakır BB (A)           | 34  | 16 | 8  | 10 | 054:460 | +8    | 56     |
| 5.  | Denizli Belediyespor (A)    | 34  | 14 | 12 | 8  | 037:260 | +11   | 54     |
| 6.  | Gölcükspor                  | 34  | 13 | 12 | 9  | 038:270 | +11   | 51     |
| 7.  | Keçiörengücü                | 34  | 13 | 11 | 10 | 052:410 | +11   | 50     |
| 8.  | Kastamonuspor               | 34  | 12 | 13 | 9  | 036:330 | +3    | 49     |
| 9.  | Karsspor (A)                | 34  | 12 | 12 | 10 | 038:390 | −1    | 48     |
| 10. | Kırıkhanspor                | 34  | 13 | 8  | 13 | 041:420 | −1    | 47     |
| 11. | Pazarspor                   | 34  | 11 | 12 | 11 | 048:430 | +5    | 45     |
| 12. | MKE Kırıkkalespor           | 34  | 12 | 7  | 15 | 059:450 | +14   | 43     |
| 13. | Araklıspor                  | 34  | 10 | 13 | 11 | 036:420 | −6    | 43     |
| 14. | Siirtspor                   | 34  | 10 | 11 | 13 | 037:370 | ±0    | 41     |
| 15. | Kepez Belediyespor (N)      | 34  | 9  | 12 | 13 | 031:420 | −11   | 39     |
| 16. | Yalovaspor (A)              | 34  | 9  | 8  | 17 | 034:410 | −7    | 35     |
| 17. | Torbalıspor 1               | 34  | 9  | 8  | 17 | 033:450 | −12   | 32     |
| 18. | Zeytinburnuspor (A)         | 34  | 2  | 1  | 31 | 018:900 | −72   | 07     |

Platzierungskriterien: 1. Punkte – 2. Direkter Vergleich (Punkte, Tordifferenz, geschossene Tore) – 3. Tordifferenz – 4. geschossene Tore

| (A) | Absteiger aus der TFF 2. Lig 2009/10   |
| (N) | Neuling aus der regionalen Amateurliga |

## Play-offs

### 1. Play-off-Gleis
Halbfinale
| Datum             |                   | Ergebnis |                      | Stadion                 |
| ----------------- | ----------------- | -------- | -------------------- | ----------------------- |
| 23.05.2011, 17:00 | Lüleburgazspor    | 1:0      | Nazilli Belediyespor | Ankara 19 Mayıs Stadion |
| 23.05.2011, 20:30 | Bursa Nilüferspor | 1:3      | Ünyespor             | Ankara 19 Mayıs Stadion |

Finale
| Datum             |                | Ergebnis |          | Stadion                 |
| ----------------- | -------------- | -------- | -------- | ----------------------- |
| 26.05.2011, 19:00 | Lüleburgazspor | 0:2      | Ünyespor | Ankara 19 Mayıs Stadion |

### 2. Play-off-Gleis
Halbfinale
| Datum             |                    | Ergebnis |                       | Stadion                   |
| ----------------- | ------------------ | -------- | --------------------- | ------------------------- |
| 24.05.2011, 17:00 | Gümüşhanespor      | 0:3      | Darıca Gençlerbirliği | Eskişehir-Atatürk-Stadion |
| 24.05.2011, 20:30 | Afyonkarahisarspor | 1:2      | Altınordu Izmir       | Eskişehir-Atatürk-Stadion |

Finale
| Datum             |                       | Ergebnis |                 | Stadion                   |
| ----------------- | --------------------- | -------- | --------------- | ------------------------- |
| 27.05.2011, 19:00 | Darıca Gençlerbirliği | 0:2      | Altınordu Izmir | Eskişehir-Atatürk-Stadion |

### 3. Play-off-Gleis
Halbfinale
| Datum             |                         | Ergebnis              |                      | Stadion                 |
| ----------------- | ----------------------- | --------------------- | -------------------- | ----------------------- |
| 24.05.2011, 17:00 | Sancaktepe Belediyespor | 1:1 n. V. (7:8 i. E.) | Diyarbakır BB        | Ankara 19 Mayıs Stadion |
| 24.05.2011, 20:30 | Beylerbeyi SK           | 0:1                   | Denizli Belediyespor | Ankara 19 Mayıs Stadion |

Finale
| Datum             |               | Ergebnis              |                      | Stadion                 |
| ----------------- | ------------- | --------------------- | -------------------- | ----------------------- |
| 27.05.2011, 19:00 | Diyarbakır BB | 0:0 n. V. (2:4 i. E.) | Denizli Belediyespor | Ankara 19 Mayıs Stadion |